# Artemisia norvegica
Artemisia norvegica es una especie  que pertenece a la familia de las asteráceas.

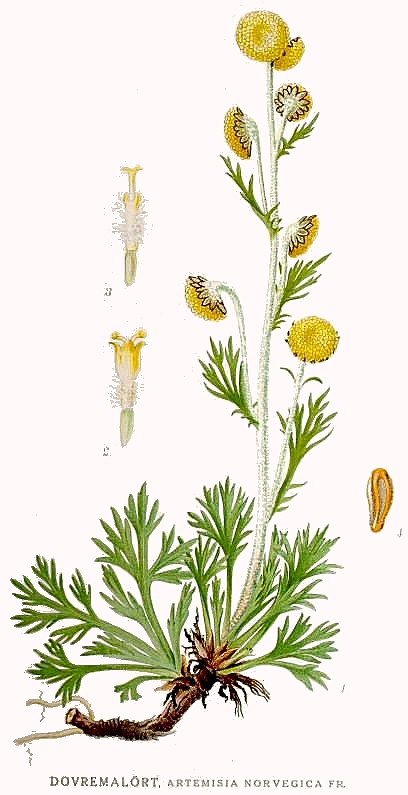
Ilustración

## Descripción
Planta aromática, pelosa, cespitosa baja, perenne, con tallos florales espaciadamente foliosos de 5-20 cm. Hojas bipinnadas, con segmentos enteros o a veces dentados romos o agudos, peciolados, hojas caulinares sentadas, todas de pelos sedosos. Capítulos normalmente solitarios, aproximadamente de 1 cm de diámetro, de largo pecíolo, inclinados. Flores amarillas, toemntosas; brácteas involucrales con amplio margen pardo. Florece en verano.

## Distribución y hábitat
En Gran Bretaña, Noruega y Rusia. En Gran Bretaña en el norte de Escocia.
Habita en lugares arenosos, de arenisca o musgo en montañas.

## Taxonomía
Artemisia norvegica fue descrita por  Elias Magnus Fries y publicado en Novitiae Florae Suecicae 56. 1817.
Etimología
Hay dos teorías en la etimología de Artemisia: según la primera, debe su nombre a Artemisa, hermana gemela de Apolo y diosa griega de la caza y de las virtudes curativas, especialmente de los embarazos y los partos . según la segunda teoría, el género fue otorgado en honor a Artemisia II, hermana y mujer de Mausolo, rey de la Caria, 353-352 a. C., que reinó después de la muerte del soberano. En su homenaje se erigió el Mausoleo de Halicarnaso, una de las siete maravillas del mundo. Era experta en botánica y en medicina.
norvegica: epíteto geográfico que se refiere a su localización en Noruega.
Sinonimia
- Artemisia norvegica var. uralensis Rupr.
- Artemisia richardsoniana A.Gray
- Artemisia rupestris O.F.Müll.[5]